# Макмиллан, Гордон
Гордон Холмс Александр Макмиллан (англ. Gordon Holmes Alexander MacMillan; 7 января 1897 года — 21 января 1986 года) — генерал Британской армии. Во время Первой мировой войны, будучи молодым офицером, проявил выдающуюся храбрость и был награжден военным крестом с двумя планками. В девятнадцатилетнем возрасте, ещё в звании второго лейтенанта, был назначен исполняющим обязанности адъютанта 2-го батальона Аргайл-сатерлендского хайлендского полка. Между мировыми войнами Макмиллан остался в армии, занимая должности ступенью выше действительного звания.
Во время Второй мировой Войны Макмиллан служил сначала в Англии, претворяя в жизнь оборонительные планы на случай возможного вторжения немцев. В декабре 1941 года он стал бригадный генералом в штабе ІХ корпуса и оставался на этом посту от операции «Торч» по высадке союзников в Северной Африке до взятия Туниса в мае 1943 года. С июня 1943 года возглавлял 152-ю бригаду, вместе с которой участвовал в успешной Сицилийской операции. По возвращении в Великобританию был назначен командовать 15-й (Шотландской) дивизией, во главе которой участвовал в Нормандской операции, операции «Эпсом» и операции «Блюкот», на исходе которой получил ранение. После выздоровления, в ноябре 1944 года вернулся в континентальную Европу как командующий 49-й (Уэст-Райдингской) дивизии, воевал в Неймеген. После смерти генерал-майора Томаса Ренни, 23 марта 1945, сразу после форсирования Рейна, вступил в командование 51-й (Хайлендской) дивизией.
После войны занимал должность директора вооружения и разработок. В феврале 1947 года был назначен главнокомандующим британскими войсками в Палестине и Трансиордании. Вскоре после его прибытия британское правительство решило отказаться от мандата на Палестину. Это решение вызвало рост насилия на территории, что привело к выводу всех британских войск к 30 июня 1948 года. После этого с 1949 по 1952 год Макмиллан служил главнокомандующим Шотландским командованием. Его последним армейским назначением стал пост губернатора и главнокомандующего Гибралтара, который он занимал с 1952 по 1955 годы.
Гордон Макмиллан являлся наследным главой клана Макмиллан. После выхода в отставку он оставался полковником Аргайл-сатерлендского хайлендского полка до 1958 года и играл активную роль в общественной жизни Шотландии, будучи назначенным председателем нескольких учреждений. Большую часть своего времени он посвящал содержанию дома, сада и леса в Финлейстоуне, фамильном владении в Западной Шотландии.

## Ранние годы
Гордон Макмиллан родился недалеко от Бангалора, царство Майсор, Индия, 7 января 1897 года. Его отец, Дугальд Макмиллан, был владельцем кофейной плантации. Однако, когда Гордону было три года, родители, оба шотландского происхождения, решили вернуться в Великобританию, чтобы воспитывать своего единственного сына на родине. В возрасте десяти лет он начал учиться в школе Святого Эдмунда в Кентербери, а затем в 1915 году, выиграв стипендию, поступил в Королевское военное училище в Сандхерсте.

## Первая мировая война
В августе 1915 года Макмиллан получил офицерское звание и поступил на службу в 3-й батальон Аргайл-сатерлендского хайлендского полка, дислоцированный близ Эдинбурга. В апреле 1916 года он был переведён во 2-й батальон, находившийся на северо-востоке Франции, и сразу же оказался в условиях жестокой позиционной войны у Брикстекса. За этим последовали сражения на Сомме, при Пашендейле, Куинши, Базентен-Ле-Пети, Аррасе, Ле-Като и Сель. Несмотря на девятнадцатилетний возраст и звание второго лейтенанта, в ноябре 1916 года Макмиллан был назначен исполняющим обязанности адъютанта батальона. Повышение до лейтенанта он получил в апреле 1917 года, а в июне официально утвержден в должности. Адъютантом он служил до конца войны, при семи разных командирах. Из-за огромных потерь однажды, ещё в звании второго лейтенанта, Макмиллан был вынужден командовать всем батальоном.
Макмиллан стал одним из 168 солдат Первой мировой войны, награждённых военным крестом с двумя планками (то есть трижды). Он был удостоен этой чести за исключительный героизм, проявленный в боях в при Базентен-Ле-Пети в июле 1916, Аррасе в апреле 1917. и Ле-Като в октябре 1918 года.

## Межвоенный период
После войны Макмиллан остался в армии и продолжил службу в качестве адъютанта до декабря 1920 года, когда батальон был переброшен в Ирландию во время конфликта с местными националистами. В 1924 году он получил повышение до капитана, периодически исполняя обязанности командира роты, прежде чем в 1928 году поступил в Штабной колледж в Кемберли. В 1929 году женился на Мэриан Блэкистон Хьюстон (Marian Blakiston Houston). После обучения поступил в Военное министерство, где к началу 1930-х годов дослужился до офицера 3 класса. С августа по октябрь 1934 года Макмиллан во временном звании майора служил в родном полку, где командовал гвардией королевской семьи в Балморале. Его следующим назначением в 1935 году стала должность инструктора в Королевском военном колледже Канады в Кингстоне, где он провёл два года, после чего снова вернулся в свой полк, а затем, в звании офицера 2 класса, — в учебный департамент Военного министерства. В 1939 году снова разразилась война, и Макмиллан, в 1938 году получивший звание майора, был переведён в штаб Восточного командования.

## Вторая мировая война
В апреле 1940 года, через семь месяцев после начала Второй мировой войны, Макмиллан получил должность офицера 1 класса в штабе 55-й (Уэст-Ланкаширской) пехотной дивизии и был повышен в звании до подполковника. Дивизия входила в состав сил, отвечавших за береговую оборону и отражение возможной высадки вражеского десанта. В мае следующего года, по-прежнему оставаясь в частях обороны, Макмиллан возглавил 199-ю пехотную бригаду и получил звание бригадира. В декабре 1941 года его назначили в штаб бригады IX корпуса. Изначально корпус также должен был осуществлять береговую оборону, поддерживая Восточное командование, но затем получил задачу готовиться к вторжению в Северную Африку.
Корпус отбыл с Хвоста банки в феврале 1943 года и в марте высадился возле Алжира. Корпус участвовал в трёх крупных сражениях против немецких войск: при Фондуке, Губелле и Курнене — и преодолел 470 км за шесть недель до входа в Тунис 7 мая. Макмиллан был произведён в командоры Ордена Британской империи в качестве признания за отличную организацию работы штаба IX корпуса.
В Тунисе Макмиллан на недолгое время был прикомандирован к штабу 1-й армии в качестве бригадного генерала. В его обязанности входила организация парада победы 20 мая, в котором участвовало 26 000 солдат союзных войск. После парада Макмиллан возглавил 12-ю пехотную бригаду из 4-й смешанной дивизии, но через четыре недели был переведён командиром 152-й пехотной бригады, одной из трёх, составлявших 51-ю (Хайлендскую) пехотную дивизию. Уже через 19 дней после своего назначения он руководил высадкой бригады в Сицилии, 10 июля в Портопало. До 23 августа бригада была вовлечена в ряд сражений, включая битвы при Скорде, Видзини, Франкофонте и на холмах Сферро. За свои действия в Сицилийской кампании Макмиллан был награжден орденом «За выдающиеся заслуги».
По возвращении из Сицилии в Соединенное Королевство Макмиллан получил назначение на пост командующего 15-й (Шотландской) пехотной дивизией в звании генерал-майора. Дивизия занималась интенсивной подготовкой в Северном Йоркшире для последующей отправки на европейский материк. Высадка состоялась 13 июня 1944 года поблизости от Кана, где британцы оказались вовлечены в тяжёлые бои в рамках операции «Эпсом» между 26 июня и 2 июля. Действия Макмиллана заслужили похвалу Бернарда Монтгомери и стали первой удачной попыткой союзников вырваться с берегового плацдарма. Вскоре последовали ещё более тяжёлые сражения за Буа-дю-Ом в рамках операции «Блюкот» в конце июля — начале августа. 3 августа Макмиллан был ранен в колено осколком снаряда и эвакуирован в Шотландию. Вскоре он был произведён в компаньоны Ордена Бани «за прекрасный пример и неустанные усилия» за действия в Нормандии.
В ноябре 1944 Макмиллан был выписан из госпиталя и получил назначение командующим 49-й (Райдингской) пехотной дивизии, которой было поручено удерживать район, известный как «Остров», возле Неймегена в Нидерландах. В течение мокрой и холодной зимы имело место несколько незначительных стычек, а когда дивизия перешла в наступление, чтобы выбить немцев с последних позиций, Макмиллан получил приказ возглавить 51-ю (Хайлендскую) дивизию, которой ранее командовал его хороший знакомый, генерал-майор Томаса Ренни, убитый во время переправы через Рейн 23 марта.
Дивизия с тяжёлыми боями продвигалась на северо-восток в Германию вплоть до её капитуляции 8 мая 1945 года. 12 мая Макмиллан провёл свои войска победным парадом в Бремерхафене. Он был произведён в гранд-офицеры голландского ордена Оранских-Нассау за «исключительную отвагу, лидерство, лояльность и выдающуюся верность долгу и завидное упорство», проявленные при освобождении Нидерландов. Также его дважды упоминали в донесениях за «доблестную и безупречную службу».

## Послевоенная служба

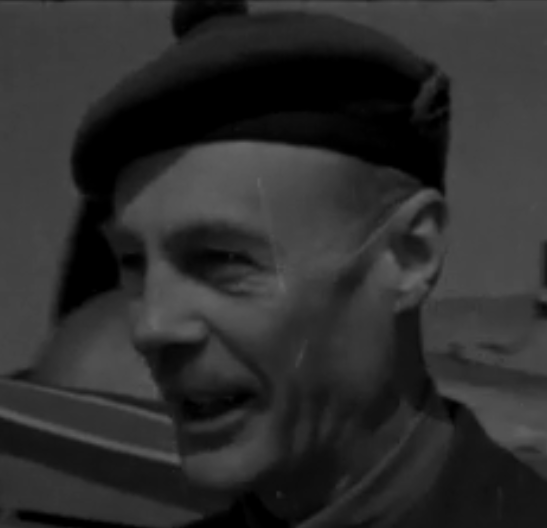
Макмиллан в Палестине в 1947 году

Сразу по окончании войны Макмиллан был назначен директором вооружений и разработок Генерального штаба Военного министерства в Лондоне. Он также стал полковником Аргайл-сатерлендского хайлендского полка в октябре 1945 года.
13 февраля 1947 года Макмиллан занял пост главнокомандующего британскими войсками в Палестине и Трансиордании, и на этом посту получил повышение до генерал-лейтенанта.
Через пять дней после вступления в должность правительство Великобритании уведомило палату общин, что вопрос о будущем Палестины будет поставлен перед Организацией Объединенных Наций. Это означало, что Макмиллан станет последним главнокомандующим британскими силами в Палестине. Так была подготовлена основа для окончания британского мандата в Палестине в мае 1948 года. Другим следствием стало ожесточение борьбы между евреями и арабами.
Главой гражданского правительства в Палестине был верховный комиссар Алан Каннингхэм, а главнокомандующий отвечал за поддержание правопорядка, имея в своём распоряжении более 100 000 военнослужащих — примерно столько же, сколькими располагала вся Британская армия в начале XXI века. В период пребывания Макмиллана в Палестине отмечалось существенное расхождение во взглядах на роль армии со стороны местной администрации и британского правительства в Лондоне. Макмиллан понимал всю тщетность попыток сохранить мир между сторонами, стремящимися к войне, а не к добрососедству, и необходимость отдать приоритет обеспечению безопасной, упорядоченной и своевременной эвакуации всех войск и британских подданных, а также 270 000 тонн военной техники и снаряжения. Палестинские евреи трижды совершали покушения на главнокомандующего, а также он был объектом яростной критики стороны арабов — из-за резни в Дейр-Ясине, со стороны евреев — из-за нападения на конвой в Хадассу, за неспособность своевременно вмешаться, чтобы предотвратить эти события.
После окончания британского мандата и создания Израиля 14 мая 1948 года темпы вывода британских войск возросли. Макмиллан поднялся на борт катера в Хайфе, который должен был доставить его HMS Phoebe, 30 июня 1948 года. Он стал «последним британским военным, покинувшим Палестину».
В январе 1949 года Макмиллан был произведён в рыцари-командоры Ордена Бани назначен главнокомандующим Шотландии и губернатором Эдинбургского замка, где расположился его офис. В это же время армия была переведена на порядок мирного времени.
С 1952 года вплоть до своей отставки из армии в 1955 году Макмиллан занимал пост губернатора и главнокомандующего Гибралтара. Он получил повышение до полного генерала. Его правление пришлось на период растущей напряженности между Испанией Франко и Великобританией из-за суверенитета над Гибралтаром. Визит в 1954 году королевы и герцога Эдинбургского отнюдь не способствовал ослаблению конфликта. Во время этого визита королева посвятила Макмиллана в рыцари-командоры Королевского Викторианского ордена на борту яхты «Британия».

## Отставка

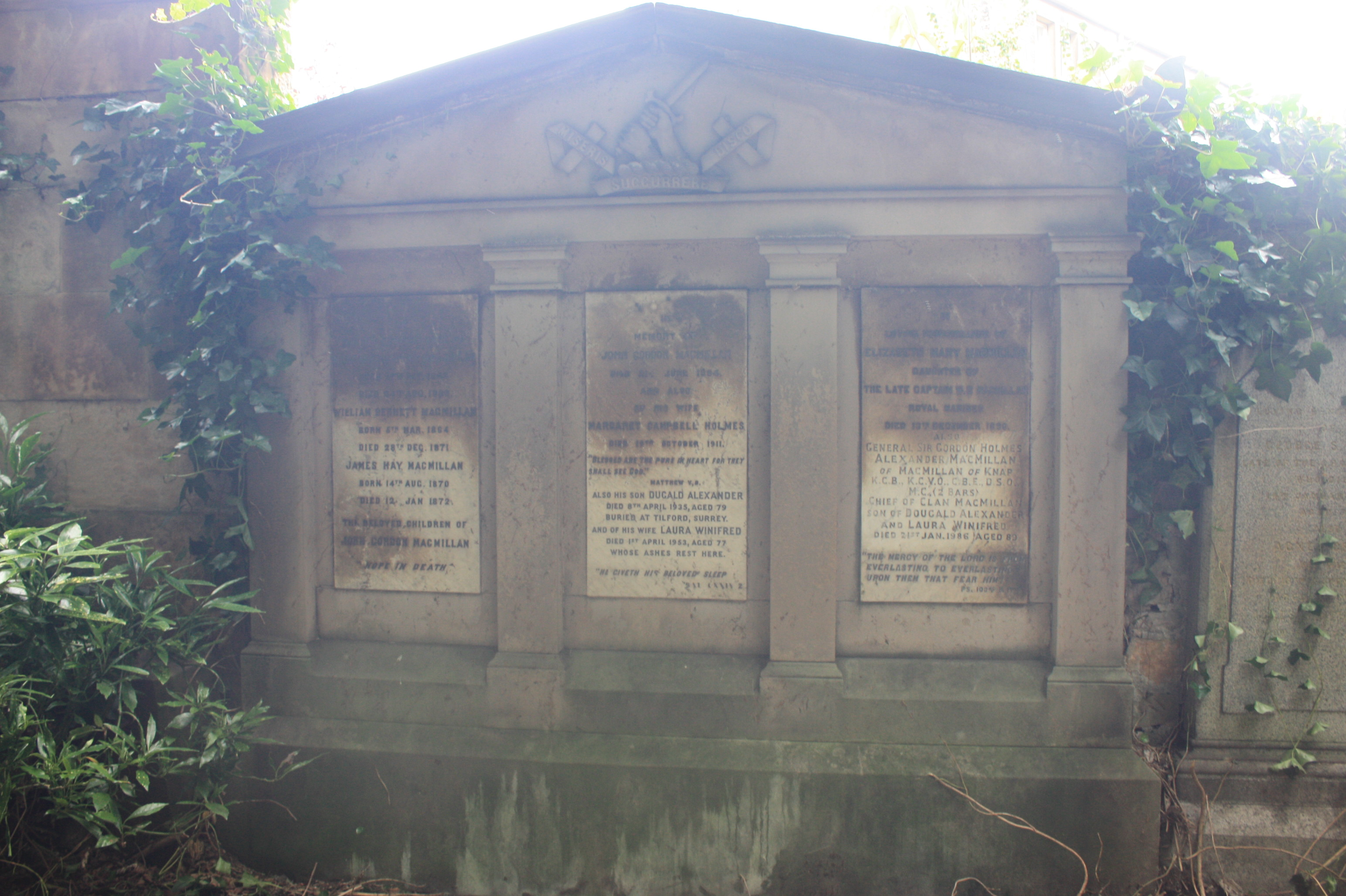
Могила Гордона Макмиллана на Ньюингтонском кладбище в Эдинбурге

С 1955 года Макмиллан жил в Финлейстоуне, доме жены на южном берегу реки Клайд, недалеко от села Лангбанк, в Шотландии. Его семья, состоявшая из жены Мэриан, дочери Джуди и четырёх сыновей: Джорджа, Джона, Дэвида и Эндрю — находились здесь в течение Второй мировой войны и службы Макмиллана в Палестине. Помимо многочисленных домашних дел, включавших много ручной работы для сохранения и улучшения дом, сада и окружающей территории, Макмиллан взвалил на себя общественную нагрузку. До 1958 года он оставался полковником Аргайл-сатерлендского хайлендского полка и впоследствии успешно защитил полк от расформирования в 1968 году. В течение многих лет он также был одним из комиссаров Школы королевы Виктории в Данблейн, которую по должности возглавлял, будучи главнокомандующим Шотландии.
Освобожденный от армейских обязанностей, Макмиллан смог посвятить больше времени клану Макмиллан, устраивая встречи в Финдейстоуне и часто навещая членов клана в Северной Америке. В 1955 году Макмиллан был назначен Её Величества вице-лейтенантом графства Ренфрю.
Макмиллан также занимал пост председателя траста порта Гринок и дока Ферт-оф-Клайд с момента его создания. Также он стал первым председателем Cumbernauld Development Corporation, ответственной за строительство «нового города» Камбернолд между Глазго и Стирлингом. С 1955 по 1980 год он также председательствовал в исполнительном комитете Эрскинского госпиталя, созданного для мужчин и женщин, служивших во время Первой мировой войны. На общественных началах он возглавлял Фонд иждивенцев шотландской полиции и Совет Глазго по социальной помощи. В 1969 году ему было присвоено звание почетного доктора юридических наук университета Глазго.
Макмиллан погиб в автомобильной аварии 21 января 1986 года.
Он был похоронен у Северной стены на сильно заросшем участке Ньюингтонского кладбища в Эдинбурге, но со временем к его могиле была протоптана тропа.